# Asamblaž
Asamblaž (francuski: assemblage = spajanje, sklapanje) je kiparska tehnika kolažiranja raznorodnih predmeta i materijala. 
Naziv je 1950-ih prvi put upotrijebio Jean Dubuffet za način oblikovanja trodimenzionalnih umjetničkih djela od različitih predmeta svakodnevne upotrebe.
Robert Rauschenberg (1925.-), jedan od osnivača Pop art pokreta, se ponajprije proslavio svojim neodadaističkim asamblažima koji su bili prepuni dvosmislenosti i ironije.
Umjetnici koji su također poznati po asamblažu: Louise Nevelson (1899. – 1988.), Joseph Cornell (1903. – 1972.), John Chamberlain (1927. – 2011.), Edward Kienholz (1927. – 1994.), Fred H. Roster (1944. – 2017.), Daniel Spoerri (1930.-) i dr.